# Mona Lisa (opera)

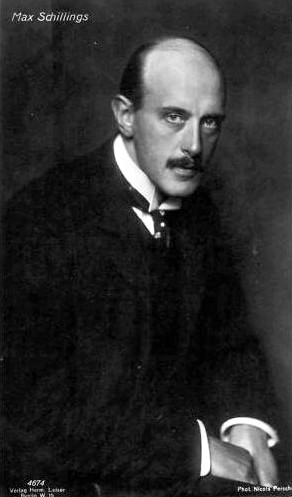
Max von Schillings

Mona Lisa är en opera i prolog, två akter och epilog med musik av Max von Schillings och text av Beatrice von Dovsky.

## Historia
År 1911 mötte Schillings den wienska skådespelerskan och författarinnan Beatrice von Dovsky (1870-1923). Under arbetet med tonsättningen av hennes skådespel Lady Godiva, erhöll han för påseende hennes senaste verk för scenen, Mona Lisa, som han genast föredrog framför Lady Godiva. Det var ett klokt val, eftersom det aktuella ämnet - Leonardo da Vincis målning, som stulits 1911, återfanns i Florens 1913 - skulle komma att väcks intresse hos operahusen i New York, Wien och Berlin. Operan uruppfördes 26 september 1915 på Hoftheater i Stuttgart. Svensk premiär 28 oktober 1924 på Kungliga Operan i Stockholm.
Den makabra historien, där personerna i ramberättelsen förvandlas till personerna i huvudhandling, blev Schillings mest framgångsrika verk och en av de mest populära tyska operorna under 1900-talet.

## Personer
Personer i prologen och epilogen:
- En främling (baryton)[1]
- Hans hustru (sopran)
- En lekmannabroder (tenor)

Personer i akt I och akt II:
- Francesco del Giocondo (baryton)
- Pietro Tumoni (bas)
- Arrigo Oldofredi (tenor)
- Alessio Benventi (tenor)
- Sandor da Luzzano (baryton)
- Masolino Pedruzzi (bas)
- Giovanni de'Salviati (tenor)
- Mona Fiordalisa / Mona Lisa, Francescos hustru (sopran)
- Mona Ginevra ad Alta Rocca (sopran)
- Dianora, Francescos lilla dotter i första äktenskapet (sopran)
- Piccarda, Mona Fiordalisas kammarjungfru (alt)
- Sisto, Francescos tjänare (tenor)
- Invånare i Florens, nunnor från Santa Trinità, munkar från San Marco, tjänare (kör, statister)

## Handling
Prolog
Ett ungt par på bröllopsresa besöker Certosaklostret i Florens som i slutet av 1400-talet tillhörde den rike köpmannen Francesco del Giocondo. Hans hustru odödliggjordes av Leonardo da Vinci som Mona Lisa. Den nygifta kvinnan lyssnar fascinerat till munkens berättelse som inte tycks intressera hennes man. Plötsligt brister det pärlhalsband hon har fått i bröllopsgåva av sin man, och eftersom hon inte tycker om pärlor skyndar hon sig att ge dem åt sin man så att han kan förvara dem åt henne. Munken för in det unga paret i suckarnas sal, och här utspelar sig dramatiska händelser en natt 1492.
Akt I

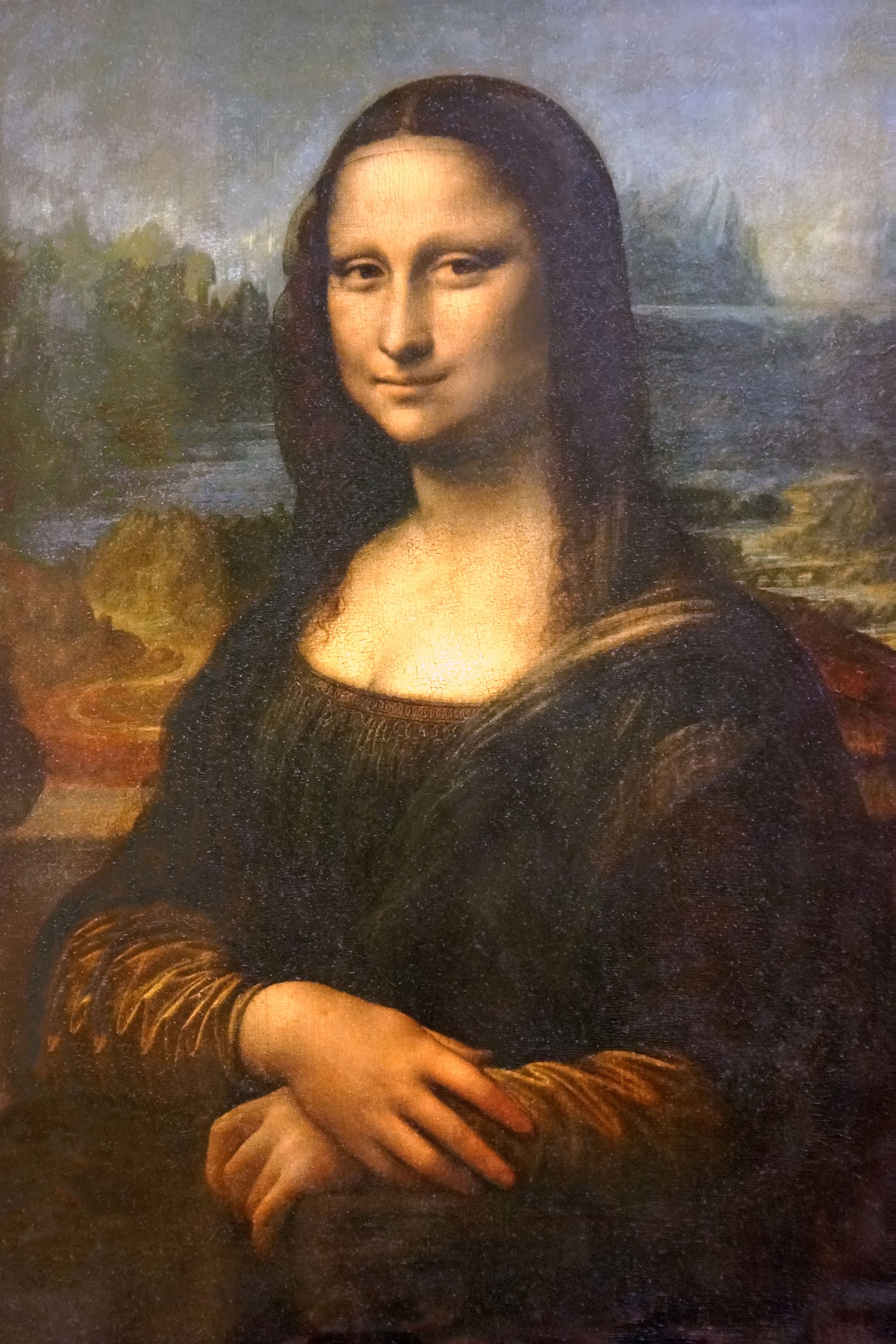
Mona Lisa - La Gioconda

Under karnevalen drar tågen förbi Francesco del Giocondas hus, men plötsligt avbryts stojet av botpredikanten Savonarola. Från palatsets fönster ser Francesco och hans vän Arrigo hur den berömda kurtisanen Ginevra faller ned för prästens fötter, och de beslutar att låta hämta in henne. Hon glömmer snart sina löften om bot och bättring och låter sig kurtiseras av de båda männen.
Då Mona Lisa kommer hem från kyrkan med en bukett liljor i handen tar hon med Ginevra in i sitt rum, och Francesco passar på att berätta för sin vän Pietro att Mona Lisa är honom en gåta. Han har aldrig sett henne le utom på Leonardos porträtt, och han är fast besluten att röja hennes hemlighet. Francesco får besök av Giovanni, som påven har skickat att köpa en av Francescos berömda pärlor. Han visar hur han förvarar pärlorna i ett lufttätt skåp där ett konstfullt snörsystem är arrangerat så att han kan sänka ned pärlorna i floden Arno, som flyter under huset, och låta vattnet skölja dem, så som skedde på havsbotten. Pärlorna blir matta, men på nätterna lägger han dem på Mona Lisas bröst så att de återfår sin lyster.
Giovanni har i Mona Lisa känt igen sin ungdomskärlek och återvänder därför när Francesco har gått ut. Hon förklarar att hennes far tvingade henne att äkta Francesco, som hon aldrig har älskat. Giovannis och Mona Lisas kärlek vaknar på nytt. Då Francesco kommer tillbaka måste Giovanni gömma sig i all hast, Francesco blir misstänksam inför det gåtfulla leendet på sin hustrus läppar och låtsas får för att se vad som händer i staden. Giovanni vill fly men måste den här gången gömma sig i pärlskåpet. Francesco kommer tillbaka och till Mona Lisas förskräckelse låser han skåpet. Hon gör fruktlösa försök att få fatt i nyckeln, men Francesco kastar den triumferande i Arno. Mona Lisa svimmar och Francesco våldför sig på henne.
Akt II
Nästa morgon vaknar Mona Lisa ur sin medvetslöshet och förstår att dyrbara timmar har gått förlorade. Hon bultar på skåpet men får inget svar. Då kommer Francescos lilla dotter från första äktenskapet med nyckeln, som av en tillfällighet fallit ned i hennes båt. Mona Lisa skickar bort barnet och öppnar den första dörren, men hon vågar inte öppna den innersta. Francesco kommer hem och förklarar att han har varit ute och letat efter Giovanni för att överlämna pärlan till honom men inte sett till honom. Mona Lisa visar honom den återfunna nyckeln och ber att få sina pärlor. Francesco tror att Giovanni ändå inte är i skåpet eller har blivit utsläppt och går in i det, och Mona Lisa slår igen dörren bakom honom och hämnas på så sätt mordet på sin älskade. Hon vill gå i kyrkan för att be om Guds förlåtelse för att hon dödat sin man, men de hemska upplevelserna har varit för mycket för henne och hon segnar livlös till golvet.
Epilog
När munken har avslutat sin berättelse lämnar den nygifte unge mannen klostret, men hans hustru blir kvar och ber munken läsa en mässa för Mona Lisa. På vägen ut ur klostret tappar hon liljorna hon haft med sig. Munken tar upp dem, kysser dem och viskar "Mona Lisa".